# Déverseur

Symbole d'un réducteur de pression (de type déverseur ou détendeur)

Le déverseur ou réducteur de pression amont est un dispositif de robinetterie qui régule la pression du fluide en amont de son installation.  Il est utilisé pour limiter l'excès de pression du réseau de gaz ou de liquide, soumis à des variations.  
En cela il se différencie du détendeur, qui régule la pression en aval du mécanisme, pour stabiliser la pression au poste d'utilisation.  

## Principe de fonctionnement
Les déverseurs et les détendeurs sont des réducteurs de pression. 
Le déverseur maintient constante une pression amont dans un circuit, alors que la pression aval peut fluctuer. Les déverseurs comme les détendeurs sont généralement constitués d’un clapet piloté par une membrane de commande. Cette membrane est équilibrée par un ressort réglable de tarage et par la pression à stabiliser.

## Installation

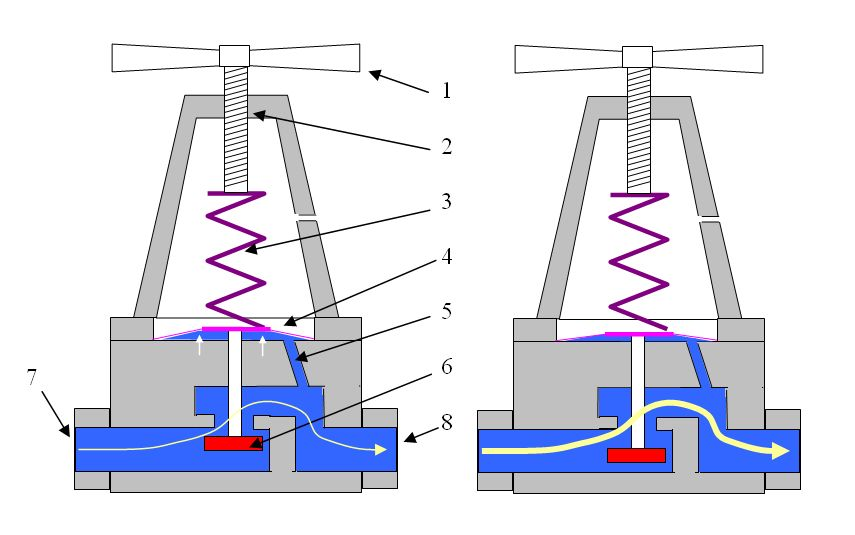
Principe de fonctionnement d'un réducteur de pression

Le déverseur a la même fonction qu’une soupape de décharge. Il est monté en dérivation entre la source de pression et le poste d’utilisation, alors que le détendeur est monté en série.
Les déverseurs comme pour tout réducteur de pression doivent être utilisés sur un fluide propre. Un filtre est nécessaire en amont.

## Domaines d'utilisation
Les déverseurs s’utilisent sur tous types de réseaux : eau, vapeur, air, gaz, hydrocarbures, process, …
Ils ont des limites d’utilisation : la plage de détente, la pression et la température maximale admissible, la compatibilité chimique avec le fluide véhiculé entre autres.
Les déverseurs ne sont pas utilisables pour des fonctions de protection ultime des installations sous pression. Dans ce cas,  il faut utiliser une soupape de sûreté.